# Gerhard Preyer
Gerhard Preyer (* 1945 in Schlimpfhof) ist ein deutscher Soziologe.
Preyer lehrt als außerplanmäßiger Professor an der Johann Wolfgang Goethe-Universität in Frankfurt am Main.
Er forscht in dem transdisziplinären Bereich zwischen Philosophie und Soziologie. Seit 1991 gibt er die Zeitschrift ProtoSociology. An International Journal of Interdisciplinary Research an der Goethe-Universität heraus. Der Zeitschrift ist ein Forschungsprojekt angeschlossen.
Preyer arbeitet  auf dem Gebiet der soziologischen Theorie und der vergleichenden Soziologie sowie der Sprachphilosophie u. a. zu dem amerikanischen Philosophen Donald Davidson.  In den letzten zwanzig Jahren resystematisierte er vor allem die Globalisierungsdebatte und stellte ein besonderes Globalisierungskonzept vor. Im Bezugsrahmen der soziologischen Theorie hat er eine mitgliedschaftstheoretische Systematisierung der Theorie sozialer Systeme und der soziologischen Evolutionstheorie vorgelegt. Seit Anfang der 1990 führt er im Forschungsprojekt der ProtoSociology ein Projekt zur Globalisierungforschung und Modernisierungstheorie durch.
Schwerpunkt seiner philosophischen Forschungen im frühen 21. Jahrhundert waren Studien zur Philosophie des Geistes, Semantik und zu den Problemen des erkenntnistheoretischen Externalismus. Im Rahmen des Forschungsprojekts der ProtoSoziologie führte er Studien zum Kontextualismus in der Sprachphilosophie, dem Semantischen Minimalismus und der Kritik am Holismus durch.

## Schriften (Auswahl) Soziologie
- Soziologie ohne Menschen. Studien zu gesellschaftlichen Mitgliedschaftsordnungen, Frankfurt am Main: Humanities Online, 2023, ISBN 978-3-941743-92-2.
- mit Reuß-Markus Krauße: Soziologie der Nächsten Gesellschaft. Multiple Modernities, Glokalisierung und Mitgliedschaftsordnung, Wiesbaden: Springer VS, 2020, ISBN 978-3-658-29757-2.
  - englische Übersetzung: Sociology of the Next Society. Multiple Modernities, Glocalization and Membership Order, Wiesbaden: Springer VS, 2023.
- Philosophie des Mentalen. Supervenienz, reduktiver, nicht-reduktiver Physikalismus und mentale Kausalität, dritte, neu bearbeitete Auflage, Frankfurt am Main: Humanities Online, 2020, ISBN 978-3-941743-85-4.
- Max Webers Religionssoziologie: Eine Neubewertung, Frankfurt am Main: Humanities Online, 2010. ISBN 978-3-941743-06-9
- Soziologische Theorie der Gegenwartsgesellschaft III: Mitgliedschaft und Evolution, Wiesbaden: VS, Verl. für Sozialwiss., 2009. ISBN 3-531-15165-7
- Neuer Mensch und kollektive Identität in der Kommunikationsgesellschaft, Wiesbaden: VS, Verl. für Sozialwiss., 2009. ISBN 3-531-15686-1
- Soziologische Theorie der Gegenwartsgesellschaft II: Lebenswelt – System – Gesellschaft, Wiesbaden: VS, Verl. für Sozialwiss., 2006. ISBN 3-531-15164-9
- Soziologische Theorie der Gegenwartsgesellschaft. Mitgliedschaftstheoretische Untersuchungen, Wiesbaden: VS, Verl. für Sozialwiss., 2006. ISBN 3-531-14745-5
- Strukturelle Evolution und das Weltsystem. Theorien, Sozialstruktur und evolutionäre Entwicklungen (Hrsg.), Frankfurt am Main: Suhrkamp Verlag, 1998. ISBN 3-518-28946-2
- Die globale Herausforderung. Wie Deutschland an die Weltspitze zurückkehren kann, Wiesbaden: Gabler Verlag, 1998. ISBN 3-409-19322-7
- Protosoziologie im Kontext, Würzburg: Königshausen & Neumann, 1996.

## Schriften (Auswahl) Philosophie
- Intention and Practical Thought, Frankfurt am Main: Humanities Online, 2011. ISBN 978-3-941743-09-0
- Interpretation, Sprache und das Soziale: Philosophische Aufsätze, Frankfurt am Main: Humanities Online, 2012. ISBN 978-3-941743-13-7